# Rubigula montis
Rubigula montis là một loài chim trong họ Pycnonotidae. Chúng là loài đặc hữu ở Borneo.